# 十字蛸屬
十字蛸屬（學名：Stauroteuthis）為棲息於深海的章魚，為十字蛸科（學名：Stauroteuthidae）下的唯一屬，並包含2種。
十字蛸屬物種棲息於水深700米（2,300英尺）以上的深海，有時能在水深4,000米（13,000英尺）的海域發現，但大多棲息於水深1,500至2,500米（4,900至8,200英尺）的海域之中。
十字蛸屬物種為少數可進行生物發光的章魚，部分用來控制吸盤的肌肉細胞被發光器所取代，被認為可以將獵物引誘到口前。

## 描述

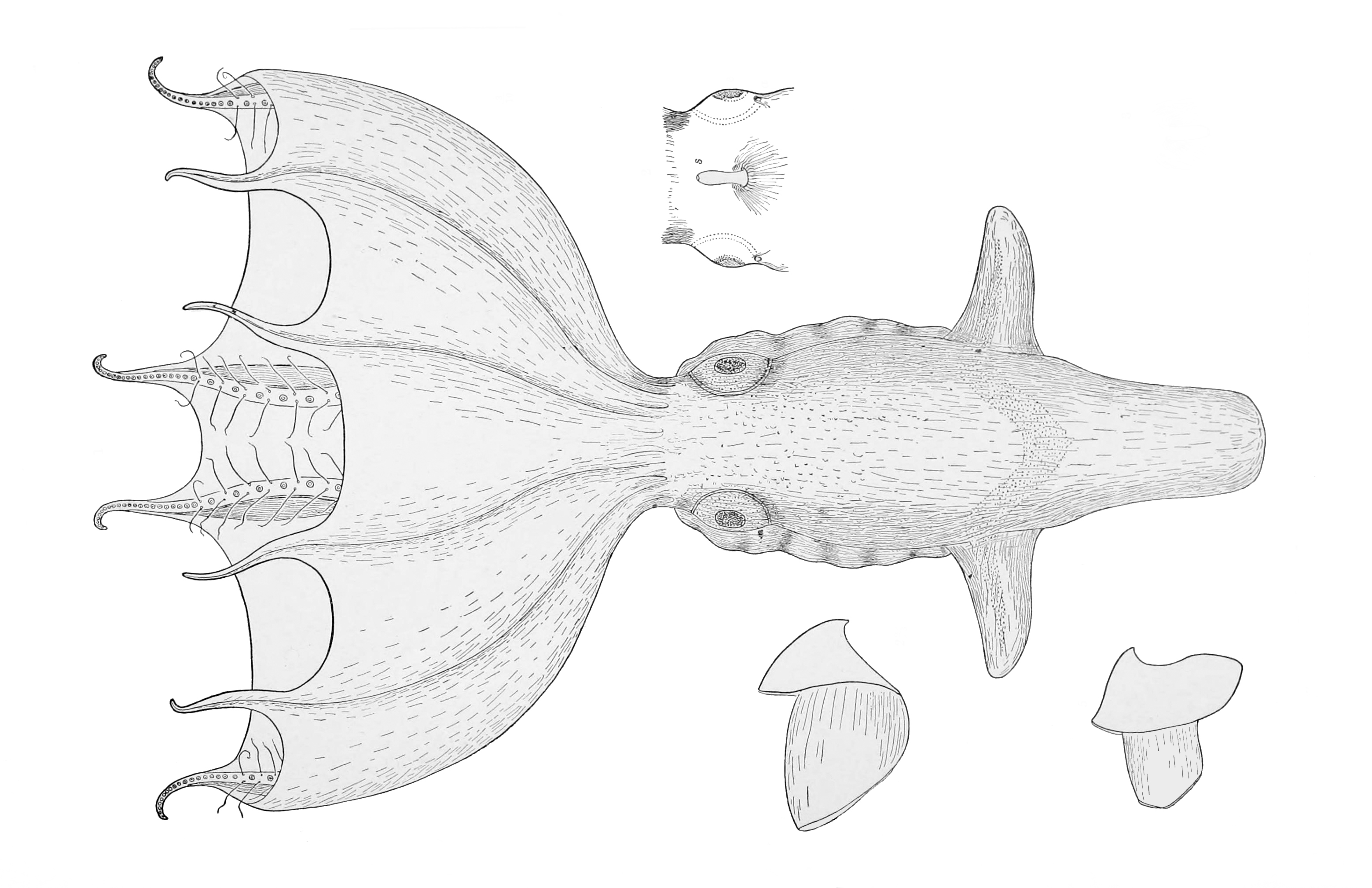
十字蛸 S. syrtensis

十字蛸屬物種的外套膜長約5至10 cm（2.0至3.9英寸），觸腕長度最長可達35 cm（14英寸），不具有齒舌。
牠們為少數可進行生物發光的章魚，每條觸腕上約有40個發光器，可發出藍綠色的光吸引小型甲殼類；或是可能用於吸引異性。

## 物種
- 吉氏十字蛸 Stauroteuthis gilchristi：僅在南太平洋的兩處發現過，但在這兩處發現的個體也可能其實屬於不同物種[1][3]。
- 十字蛸 Stauroteuthis syrtensis：廣泛分布於北大西洋[4]，但族群數量仍屬未知[5]。

## 外部連結
- Tree of Life website gives information about the classification of cephalopod groups（页面存档备份，存于）（英文）
- Stauroteuthidae discussion forum at TONMO.com（英文）